# Jost Michaels
Jost Michaels (* 25. Februar 1922 in Hamburg; † 21. Juni 2004 in Detmold) war ein deutscher Klarinettist und Musikpädagoge, aber auch Pianist und Dirigent.

## Leben

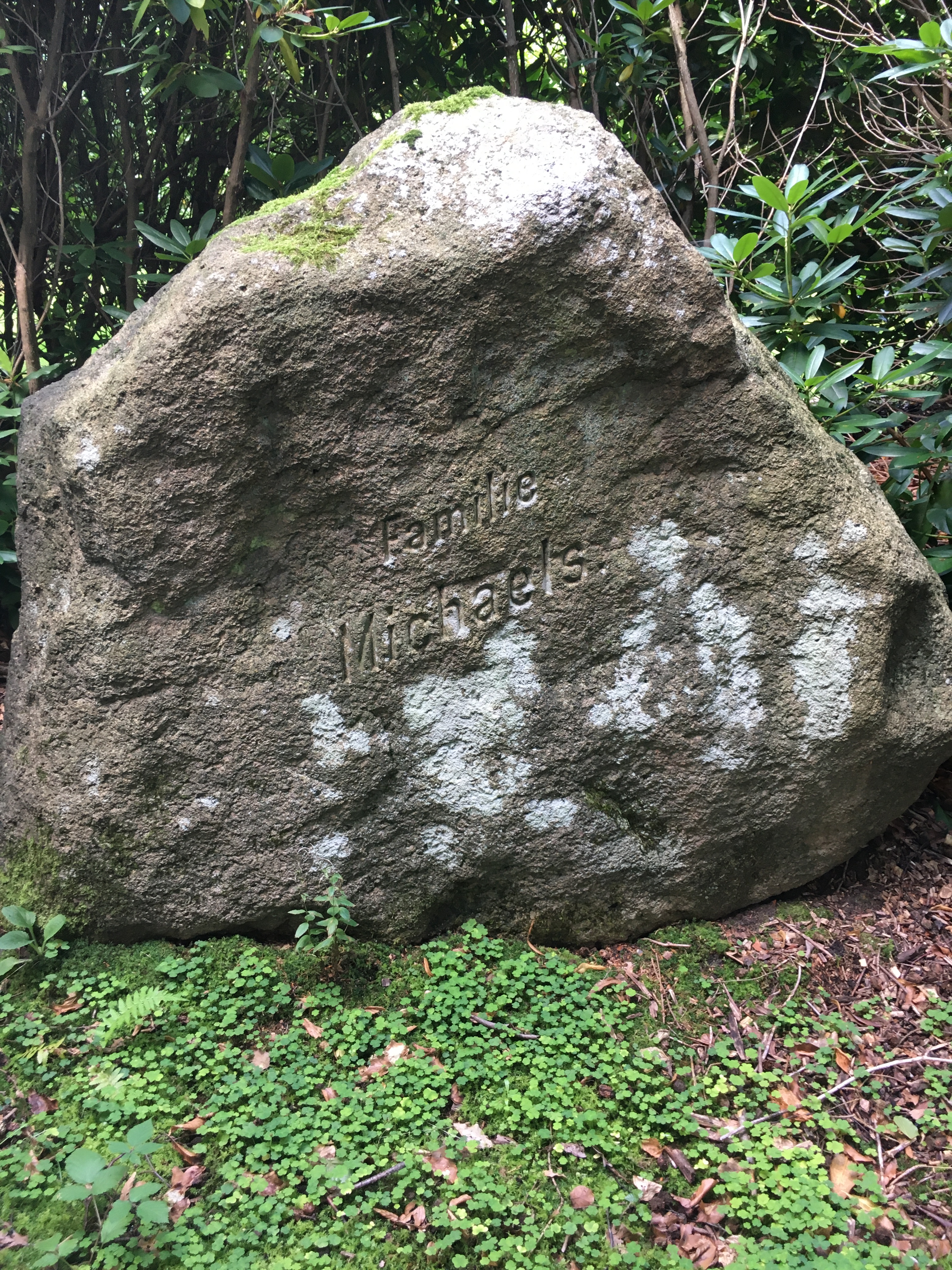
Grabstätte auf dem Friedhof Ohlsdorf

Michaels wurde zunächst auf dem Klavier und in Musiktheorie von seiner Mutter, der Komponistin und Pianistin Ilse Fromm-Michaels (1888–1986) unterrichtet. Im Alter von zehn Jahren erhielt er zudem privat bei Eva Hauptmann Geigen- und zwei Jahre später schließlich bei Richard Gräfe, dem zu dieser Zeit Ersten Klarinettisten des Philharmonischen Staatsorchesters Hamburg, Klarinettenunterricht.
Mit 20 Jahren wurde er Erster Klarinettist im Städtischen Orchester Göttingen. Nach dem Zweiten Weltkrieg war er von 1945 bis 1950 Solo-Klarinettist im Symphonieorchester des damaligen Nordwestdeutschen Rundfunks in Hamburg. 1949 bis 1984 lehrte Michaels – seit 1956 Professor – an der Nordwestdeutschen Musikakademie in Detmold. Zu seinen Schülern zählen u. a. Hans Schöneberger, Soloklarinettist und Hubert Hilser, Bassklarinette, beide Bayerisches Staatsorchester. Als Herausgeber widmete er sich hauptsächlich älterer und vergessener Klarinettenmusik.
Michaels trat als Musiker in der gesamten Welt in Tourneen auf, verfasste mehrere Aufsätze für Fachzeitschriften und zwei Standardwerke zur Klarinette. Gelegentlich komponierte er Schachaufgaben. Er liegt auf dem Friedhof Hamburg-Ohlsdorf begraben. Die Grabstätte befindet sich im Planquadrat O 18 oberhalb der Cordesallee.  

## Werke (Auswahl)
- Die Bedeutung der Klarinette in der Kammermusik von Johannes Brahms. Müller und Gössl, Frechen 2002, ISBN 3-00-009047-9.
- Gedanken zum gegenwärtigen Zwiespalt der musikalischen Instrumentalausbildung. Ries und Erler, Berlin 2000, ISBN 3-87676-011-9.